# Gloster Gladiator
El Gloster Gladiator ('gladiador' en inglés; Gloster SS.37) fue un caza biplano, construido por la misma compañía que diseñó y construyó el primer reactor de combate inglés, el Gloster Meteor. Fue el último caza biplano de la RAF y la espina dorsal del mando de caza británico hasta justo antes del comienzo de la Segunda Guerra Mundial.

## Historia, diseño y notas
La incapacidad de los constructores aeronáuticos británicos para producir a mediados de la década de los treinta, un sustituto para el Bristol Bulldog trajo consigo abundantes pedidos del Gloster Gauntlet para equipar escuadrones suplementarios dentro del esquema de expansión de la RAF de 1935.
Aunque los estudios sobre diseños de cazas monoplanos mostraban excelentes perspectivas para un futuro próximo, el jefe de diseño de Gloster, H. P. Folland, decidió realizar un riguroso examen del Gauntlet para encontrar los puntos donde podía ser mejorado para aumentar sus prestaciones: los planos fueron rediseñados por completo como unidades de sección única y el tren de aterrizaje monovástago introducía ruedas Dowty con amortiguación interna montadas en patas cantilever.
Ambos cambios reducían la resistencia aerodinámica e incrementaban la velocidad entre 16 y 24 km/h.
Se construyó un prototipo como iniciativa privada de la compañía, con la designación Gloster SS.37 y realizó su primer vuelo el 12 de septiembre de 1934, pilotado por el jefe de pilotos de pruebas, teniente de vuelo P. E.G. Sayer.
Tenía instalado un motor Mercury IV que le daba una velocidad máxima de 380 km/h, que sería incrementada a 389 km/h con la instalación de un motor Mercury VIS de 645 cv en noviembre del mismo año.
Como armamento llevaba dos ametralladoras Vickers Mk V, (las mismas que montaba el Gauntlet) en los costados proeles del fuselaje, complementadas por otras dos Lewis del mismo calibre con alimentación por tambor de 97 cartuchos cada una bajo las alas.
Este armamento cumplía los requerimientos del Ministerio del Aire y a comienzos de 1935 el SS.37 realizó su primera prueba oficial de vuelo en las instalaciones de Martlesham Heath.
Aunque considerado poco más que un paso adelante en la línea de su predecesor, el Gloster Gauntlet, del que de hecho no era más que una adaptación de sección única y equipada con flaps en los dos planos, el nuevo diseño eliminó fácilmente a sus posibles oponentes, versiones "modernizadas" de cazas viejos o desdichadamente previstos para ser propulsados por el incordiante motor Rolls-Royce Goshawk III
El diseño de Gloster fue presentado a las autoridades del ministerio en junio de ese mismo año y sobre él se elaboró la Especificación F.14/35; le siguió un pedido por 23 ejemplares, y el 1 de julio se anunció que su sobrenombre era el de Gladiator.
Hasta muy recientemente se daba por sentado que el Gloster Gladiator o SS.37 había sido el obvio ganador de la F.7/30. Investigaciones recientes demuestran que las autoridades de la RAF prefirieron el modelo Hawker PV.3, con cuatro ametralladoras y motor Rolls-Royce Goshawk B.41, versión refrigerada por líquido, y que solo el abandono por parte de Hawker del proyecto para concentrase en el Hurricane obligó a la elección del caza de Gloster.
Después de todo, tanto una como otra compañía eran componentes del Grupo Hawker Siddeley.
Los 23 primeros aparatos de serie fueron designados Gladiator Mk I y entregados entre febrero y marzo de 1937, montando ametralladoras Lewis bajo las alas, al igual que los 37 primeros del segundo pedido de 100 cazas.
Todos los aparatos de esta segundo lote estaban dotados de montajes estándar bajo las alas, lo que les permitía montar tanto la ametralladora Lewis como Vickers, o incluso la Browning M1919; esta última, construida bajo licencia, sería instalada en los montajes alares y del fuselaje de la mayoría de los cazas entregados en 1938.
Un tercer pedido de 28 cazas aumentó las existencias de Gladiator en servicio con la RAF hasta los 231, aunque algunos de ellos serían posteriormente reconvertidos al nuevo Gladiator Mk II.

## El Gladiator Mk II
La experiencia en las unidades de la RAF había entretanto puesto en evidencia la ineficacia de la combinación Bristol Mercury IX / hélice Wattts bipala de madera y, durante algunos meses de 1937, un ejemplar de serie Gladiator Mk.I había sido equipado con una hélice tripala metálica de paso fijo Fairey Reed con resultados prometedores. La solución fue equipar al Gladiator con los motores Mercury VIII o VIIAS con control automático de mezcla, arranque eléctrico y filtro de aire tipo Vokes accionando este tipo de hélice, en lo que se convirtió en el Gladiator Mk II; al mismo tiempo, se introdujo una característica en concesión a las consideraciones modernas de diseño: se equipó al biplano con una cubierta deslizante para la cabina del piloto, a pesar de que muchos aviadores de caza continuaban prefiriendo sentir en sus rostros el aire frío.
El reequipamiento del Mando de Caza con el Gladiator continuó en 1938 con las entregas a los Escuadrones n.º 25 y 85, efectuadas en junio. Entretanto, se había producido el primer destacamento del Gladiator con el equipamiento de algunas unidades del Oriente Medio: el 33º Squadrón en Ismailia, Egipto, recibió Gladiator Mk.I (y algunos Gloster Gauntlet) en febrero y en abril, el 80° Squadrón zarpó con destino al mismo aeródromo. Poco después, la utilización del Gladiator por parte de las unidades metropolitanas comenzó a disminuir al iniciarse las entregas de los primeros monoplanos. Así, los Gladiator Mk I fueron sustituidos por Mk II y, a su vez, los ejemplares de la primera versión fueron progresivamente enviados a Egipto para dar lugar a la formación de nuevas unidades de caza. A finales de 1938, el primer escuadrón de la Auxiliary Air Force, el 607º Escuadrón volaba ya sus Gladiator Mk.I.
La Royal Air Force recibió un total de 252 nuevos Gladiator Mk.II construidos en virtud de la Especificación F.36/37.
Una importante adaptación del Gladiator Mk-II apareció a finales de 1938 con la versión Sea Gladiator. En los ejemplares K6129 y K8039, del tipo Mk I, se habían efectuado pruebas iniciales de instalación de equipo naval que produjeron la construcción de los primeros 38 Sea Gladiator como conversiones del lote inicial Mk Ii (N2265-N2302) y transferidos al Arma Aérea de la Flota, en diciembre de 1938, como reemplazo interino de los Hawker Nimrod y Hawker Osprey y, un segundo bloque de producción de 60 Sea Gladiator. Diferían esencialmente de los Gladiator Mk II de la RAF en estar equipados con rodetes de catapultaje, gancho de apontaje, bote salvavidas (alojado entre los vástagos del tren de aterrizaje) y dos ametralladoras Browning adicionales, con 300 cartuchos cada una, instaladas en el ala superior. Los primeros aparatos embarcaron a bordo del portaaviones HMS Courageous con el 801º Escuadrón en mayo de 1939.

## En servicio con la RAF y el AAF

### Servicio bélico
El primer Gladiator fue entregado al 72.º Escuadrón de la RAF en febrero de 1937 en la base de Church Fenton. Sin embargo la mayoría de las unidades que lo recibieron fueron reequipadas con Hawker Hurricane o Supermarine Spitfire a mediados de septiembre de 1939.
Los Gladiator pasaron a unidades auxiliares con base en la propia Gran Bretaña; cuatro escuadrones estaban en condiciones operativas al estallar la guerra.
Dos de ellos, los Escuadrones N.º 607 y 615, fueron enviados a Francia en noviembre de 1939 como parte integrante de la Fuerza Aérea Avanzada de Combate (AASF), como parte del Air Component de la British Expeditionary Force, y estaban comenzando justamente a ser sustituidos por los monoplanos Hawker Hurricane cuando les sorprendió la ofensiva alemana en el Oeste el 10 de mayo de 1940. Completamente superados por los modernos aviones alemanes, los Gladiator fueron diezmados antes de que sus unidades pudieran conseguir ser evacuadas hacia Gran Bretaña, donde serían reconstituidas y equipadas con Hurricane.
Entretanto el 263º Escuadrón se había estado preparando para embarcar rumbo a Finlandia para ayudar a la aviación de aquel país en su lucha contra la URSS, durante la llamada Guerra de Invierno, conflicto que cesaría antes de la partida de la unidad. A donde sí sería enviado junto con el 804º Escuadrón del Arma Aérea de la Flota, fue a Noruega, para cubrir a las fuerzas británicas que defendían la zona de Andalsnes contra las tropas de invasión alemanas. Operando desde el helado lago Lesjaskog, los Gladiator efectuaron una serie de patrullas defensivas antes de que el lago fuese bombardeado y todos los aviones resultaran destruidos. Los pilotos volvieron a Gran Bretaña a tiempo para recibir nuevos Gladiator y ser devueltos a Noruega, esta vez en defensa de la expedición a Narvik, en la zona norte. En esta ocasión, dejó tras de sí un buen palmarés: un piloto el oficial de vuelo Jacobsen, destruyó al menos cinco aviones alemanes en una salida. No obstante, incapaces de mantener y apoyar una fuerza expedicionaria tan alejada de sus bases, los británicos se retiraron de Noruega a primeros de junio; en el viaje de regreso dicho escuadrón perdió todos sus aviones, cuando el portaaviones HMS Glorious en el que iban embarcados fue hundido por los cruceros alemanes Scharnhorst y Gneisenau.
Durante la Batalla de Inglaterra, se formó el 247º Escuadrón a partir de la Patrulla de Caza Sumburg, equipado con Gladiator y enviado al sur de Roborough para proteger Plymouth pero, a pesar de que efectuaron numerosos vuelos de patrulla, el escuadrón nunca llegó a entrar en acción durante la gran batalla.
Los aparatos del 261º Escuadrón y la Patrulla de Caza Hall Far tomaron parte en la defensa de Malta entre abril y junio de 1940.
Fue el teatro de operaciones del Mediterráneo y el Oriente Medio donde los Gladiator tuvieron su parte en la pelea. Cuando Italia entró en guerra, en junio de 1940, los Escuadrones n.º 33 y 80, destacados en Egipto, estaban aún equipados con Gladiator; el 94.º Escuadrón, igualmente dotado con los biplanos de Gloster, se encontraban en Adén. Los dos primeros, con lo que podría denominarse el material más moderno de la RAF en aquella zona, lucharon con excelentes resultados contra las fuerzas italianas en el Desierto Occidental durante la fracasada invasión del Mariscal Rodolfo Graziani sobre Egipto. El Gladiator se mostró digno rival de los también biplanos italianos Fiat CR.42. Por su parte, el 94.º Escuadrón actuó con éxito similar en la defensa de Adén y, posteriormente, apoyó a las tropas de la Commonwealth en la destrucción del imperio italiano en África del Este (AOI).
Además del ya mencionado 804º Escuadrón del Arma Aérea de la Flota, los Sea Gladiator equiparon a los escuadrones navales no.769, 801, 802, 805, 813, y 855.
Tras ser retirados del servicio en primera línea, los Gladiator continuaron en la RAF desempeñando tareas de enlace, comunicación y reconocimiento meteorológico hasta 1944, fecha en que fueron dados definitivamente de baja.

### Servicio en el extranjero
El primer usuario exterior del Gladiator fue la República de Letonia que, en marzo de 1937, firmó un contrato de compra por 26 Gladiator Mk.I; el siguiente fue la también república báltica de Lituania, con un pedido por 14 ejemplares, firmado en el mismo mes del anterior. Estos Gladiator fueron embarcados para su posterior montaje en Vilna y Kaunas. En 1937 cursaron órdenes de compra, Noruega (6), Suecia (37) y Bélgica (32); más tarde compraron aparatos China (36), Irlanda (4), Irak y Grecia (2) y Portugal (30) entre otros.
En principio, Noruega solicitó 12 Gladiator Mk.I, pero posteriormente el pedido creció para incluir seis Mk II. De hecho, solo los primeros Mk I fueron entregados a tiempo para luchar en defensa de Oslo durante la invasión alemana de 1940, pero a pesar de la destreza y heroísmo derrochado por los aviadores noruegos, superados en calidad y número por sus oponentes, todos los Gladiator resultaron destruidos.
En la Flygvapen sueca, el Gladiator entró en servicio como J8 (Gladiator Mk I) y J8A (Gladiator Mk II); 37 Mk I, equipados con motores Bristol Mercury VIS.2 construidos con licencia, equiparon a las unidades de caza sueca durante algunos años. A ellos habría que añadir 18 ejemplares Gladiator Mk.II entregados en 1938.
Algunos de estos aviones junto con cuatro Hawker Hart equiparon a la Flygflottilj 19, unidad voluntaria comandada por el mayor noruego Hugo Beckhammar que lucharía del lado de los fineses en la corta pero dura Guerra de Invierno de 1939-40; la mayoría de las veces, los Gladiator, operados desde campos helados o nevados, estuvieron equipados con trenes de aterrizaje de esquíes.
Portugal recibió 15 Gladiator Mk.II justo antes del estallido de la guerra y otros 15 en 1940 en lugar de una docena de prometidos Spitfire.
Las Fuerzas Aéreas de Sudáfrica tomaron posesión de 11 Gladiator Mk.II supervivientes del 94.º Escuadrón, estacionados inicialmente en Egipto y utilizados a raíz del Golpe de Estado en Irak de 1941 y la posterior Guerra anglo-iraquí, así como otros 27 Gladiator Mk II fueron transferidos a las Reales Fuerzas Aéreas de Egipto durante 1942-43, la mayoría de los cuales aún permanecían en estado de vuelo al finalizar la Segunda Guerra Mundial.

## Teatros del Mediterráneo y Oriente Medio
En el teatro del Mediterráneo durante 1940-1941, los Gladiator entraron en combate con cuatro fuerzas aéreas aliadas: la RAF, la Real Fuerza Aérea Australiana, la Fuerza Aérea de Sudáfrica y la Ellinikí Vasilikí Aeroporía (Real Fuerza Aérea griega). Éstas lograron cierto éxito contra la Regia Aeronautica italiana, que estaba principalmente equipada con biplanos Fiat CR.32 y Fiat CR.42, y en contra de bombarderos de la Luftwaffe. El as sudafricano Marmaduke "Pat" Pattle, que sirvió con la RAF, reclamó 15 derribos en Gladiator durante las campañas de África del Norte y Grecia, convirtiéndolo en el as biplano de la RAF con mayor puntuación de la guerra.
La Guerra anglo-iraquí de 1941 fue única en el sentido de que la RAF y la Real Fuerza Aérea Iraquí utilizaron al Gladiador como su principal caza. Los Gladiator también vieron acción contra los franceses de Vichy en Siria.

### Malta
El portaviones HMS Glorious había entregado un stock de 18 Sea Gladiator del Escuadrón Aéreo Naval 802 a principios de 1940. Más tarde, tres fueron enviados para participar en la Campaña de Noruega y otros tres fueron enviados a Egipto. En abril, Malta necesitaba protección de caza y se decidió formar una patrulla de Gladiator en la base RAF Hal Far, compuesto por personal de la RAF y Fleet Air Arm. Se ensamblaron y probaron varios Sea Gladiator.  En el asedio de Malta en 1940, durante diez días la fuerza de combate que defendió Malta fue el Hal Far Fighter Flight, lo que dio lugar al mito de que tres aviones, llamados Faith, Hope and Charity, formaron toda la cobertura de combate de la isla. Los nombres de los aviones empezaron a utilizarse con fines periodísticos después de la batalla. Más de tres aviones estaban operativos, aunque no siempre al mismo tiempo; otros se utilizaron como repuestos. La No. 1435 Flight, que más tarde asumió el control de la defensa aérea de Malta, tomó los nombres de Faith, Hope y Charity para su avión tras su reforma como unidad de defensa aérea en las Islas Malvinas en 1988.
Las unidades de la fuerza aérea italiana desplegadas contra Malta deberían haber derrotado fácilmente a los Gladiator, pero su maniobrabilidad y buenas tácticas ganaron varios enfrentamientos, a menudo comenzando con una inmersión en los bombarderos Savoia-Marchetti SM.79 Sparviero antes de que la escolta de cazas Fiat CR.42 y Macchi MC.200 pudieran reaccionar. El 11 de junio de 1940, un Gladiator dañó un Macchi y el 23 de junio, otro, pilotado por George Burges, logró derribar un MC.200. Otro piloto exitoso sobre Malta fue "Timber" Woods, que logró derribar dos S.79 y dos CR.42, también reclamando un golpe de Macchi el 11 de junio y otro S.79 dañado. Los Gladiator obligaron a los cazas italianos a escoltar bombarderos y aviones de reconocimiento. Aunque la Regia Aeronáutica había comenzado con una ventaja numérica y superioridad aérea, durante el verano de 1940 la situación se revirtió, con los Hurricane que se entregaron lo más rápido posible y gradualmente asumieron la defensa aérea de la isla.
En junio, dos de los Gladiator se habían estrellado y se habían reunido dos más. Charity fue derribado el 31 de julio de 1940. Su piloto, el oficial de vuelo Peter Hartley, se enfrentó a las 09.45 con sus compañeros pilotos FF Taylor y el teniente de vuelo "Timber" Woods para interceptar un SM.79, por nueve CR.42 del 23 ° Gruppo. Durante una dogfight «pelea de perros», un CR.42 volado por el serg. Manlio Tarantino derribó el Gladiador de Hartley (N5519), quemándolo gravemente. Woods derribó a Antonio Chiodi, comandante de la 75ª Squadriglia a cinco millas al este de Grand Harbour. Posteriormente, Chiodi recibió una Medaglia d'Oro al Valor Militare póstuma, el premio militar más alto de Italia. En mayo de 2009, los restos de Charity y otros fueron objeto de una búsqueda submarina por parte de los dragaminas de la OTAN.  Hope (N5531) fue destruida en tierra por un bombardeo enemigo en mayo de 1941. El fuselaje de Faith está en exhibición en el Museo Nacional de Guerra, Fort St Elmo ,La Valeta hoy. El destino de al menos cinco Gladiator más que vieron acción en Malta no está tan bien documentado.

## África del Norte
Siete Gladiadores del Escuadrón n.º 3 RAAF haciendo un pase bajo en formación suelta sobre la sala de operaciones móvil del Escuadrón en su tierra de aterrizaje cerca de Sollum, Egipto, alrededor de 1941
En el norte de África, los Gladiator tuvieron que enfrentarse a los biplanos italianos Fiat CR.42 Falco, cuyo rendimiento fue ligeramente superior al del Gladiator en altitudes más elevadas. 
El primer combate aéreo entre los biplanos tuvo lugar el 14 de junio sobre Amseat. El tenente Franco Lucchini, de 90ª Squadriglia, 10º Gruppo, 4º Stormo, volando un CR.42 desde Tobruk, derribó un Gladiator; fue el primer reclamo realizado contra la RAF en la guerra del desierto. En la tarde del 24 de julio, CR.42 y Gladiator se enfrentaron sobre Bardia. Una formación de once CR.42 del 10º Gruppo, respaldada por seis más del 13ª atacó una formación británica de nueve Bristol Blenheim que atacaba Bardia y, a su vez, fue atacado por 15 Gladiator. Los cinco aviones del 33º Squadron reclamaron cuatro CR.42 destruidos. 
El 4 de agosto de 1940, los biplanos Fiat de la 160ª Squadriglia liderada por el capitano Duilio Fanali interceptaron a cuatro Gladiator comandados por Marmaduke "Pat" Pattle (que finalmente se convertiría en uno de los ases aliados con mayor puntuación con aproximadamente 50 derribos) que estaban atacando a aviones de ataque Breda Ba.65 mientras estaban ametrallando vehículos blindados británicos. La batalla se volvió confusa; inicialmente se pensó que solo estaban involucrados los antiguos CR.32, pero también había muchos CR.42. Es probable que el entonces inexperto Pattle fuera derribado por otro futuro as, Franco Lucchini. En esta ocasión, los Fiat lograron sorprender a los Gladiator derribando a tres de ellos. Wykeham Barnes, que fue derribado pero sobrevivió, reclamó un Breda 65, mientras que Pattle reclamó un Ba 65 y un CR.42. El 8 de agosto de 1940, durante otra dogfight, 14 Gladiator del 80º Squadron tomaron a 16 Fiat CR.42 del 9º y 10º Gruppi del 4º Stormo (una unidad de élite de la Regia Aeronautica) por sorpresa sobre Gabr Saleh, muy dentro de territorio italiano. Los pilotos británicos reclamaron de 13 a 16 victorias confirmadas y de una a siete probables, mientras que perdieron dos Gladiator. En realidad, los italianos perdieron cuatro aviones y cuatro más aterrizaron a la fuerza (parece que todos fueron recuperados más tarde). Esa batalla resaltó los puntos fuertes del Gladiator sobre el CR.42, especialmente el equipo de radio, que había permitido un ataque coordinado, siendo también crucial para obtener la sorpresa inicial, y el superior desempeño general del Gladiator a baja altitud, incluyendo velocidad y un maniobrabilidad horizontal notablemente superior sobre su oponente italiano.
En general, los pocos Gladiator y CR.42 chocaron con una paridad sustancial: considerando todos los teatros, la proporción de derribos fue de 1.2 a 1 a favor del primero, una proporción similar a la del Bf 109 y el Spitfire en la Batalla de Inglaterra, un duelo considerado equilibrado por la mayoría de los historiadores. Sin embargo, el Gladiador, optimizado para las peleas de perros, tuvo poco éxito contra los bombarderos italianos relativamente rápidos, derribando solo a un puñado de ellos y sufriendo casi la misma cantidad de pérdidas en el proceso, lo que podría ser una de las razones de su rápido retiro rá del servicio de primera línea; el CR.42, por otro lado, tuvo éxito contra los primeros bombarderos británicos, derribando un centenar de ellos con pérdidas mínimas.

### África oriental
En África Oriental, se determinó que las fuerzas italianas con base en Etiopía representaban una amenaza para el británico Protectorado de Adén, por lo que se decidió que sería necesaria una ofensiva, en la que el Gladiador se enfrentaría a los cazas biplanos italianos Fiat CR.32. y CR.42. El 6 de noviembre de 1940, en la primera hora de la ofensiva británica contra las tropas italianas en Etiopía, los cazas Fiat CR.42 del 412ª Squadriglia liderados por el capitán Antonio Raffi derribaron cinco Gloster Gladiator del 1 SAAF Sqn; entre los pilotos italianos estaba el as Mario Visintini, quien más tarde se convirtió en el piloto con mejor puntuación de todas las fuerzas aéreas beligerantes en África Oriental y el mejor as de caza biplano de la Segunda Guerra Mundial. Tácticamente, los aviones de la South African Air Force - SAAF se equivocó al atacar a los CR.42 de manera individual y no en masa, y fueron superados en número.
Al principio de la ofensiva, los Gladiator del 94º Squadron realizaron varios ataques contra las fuerzas italianas; Los objetivos típicos incluían aeródromos, depósitos de suministros y aviones. También se les asignó la misión de defender el espacio aéreo de Adén durante el día y la noche, y proteger a los barcos aliados que operan en las cercanías. Fue en este último papel que un único Gladiador del 94º Squadron, pilotado por Gordon Haywood, avisto y fue corresponsable de la rendición y captura del submarino italiano Clase Archimede Galileo Galilei.
El 6 de junio de 1941, la Regia Aeronautica solo tenía dos aviones en servicio restantes: un CR.32 y un CR.42, por lo que los Gladiator y Hurricane finalmente lograron la superioridad aérea. El último combate aéreo del Gladiador con un caza italiano fue el 24 de octubre de 1941, con el CR.42 de tenente Malavolti (o, según el historiador Håkan Gustavsson, sottotenente Malavolta). El piloto italiano despegó para ametrallar los aeródromos británicos en Dabat y Adi Arcai. Según el historiador italiano Nico Sgarlato, el CR.42 fue interceptado por tres Gladiator y logró derribar a dos de ellos, pero luego fue derribado, resultando el piloto muerto. Otros autores afirman que Malavolti solo logró disparar contra los dos Gladiator antes de ser abatido. 
Según Gustavsson, piloto de SAAF (n.º 47484V), el teniente Lancelot Charles Henry "Paddy" Hope, en el aeródromo de Dabat, se apresuró a interceptar el CR.42 (MM7117). Se zambulló en él y abrió fuego a 300 yardas. Aunque el piloto CR.42 tomó una acción evasiva violenta, Hope lo persiguió, acercándose a 20 yardas y disparando mientras intentaba zambullirse. Hubo un breve parpadeo de llamas y el último avión italiano que fue derribado sobre África Oriental se estrelló contra el suelo y estalló en llamas cerca de Ambazzo. Al día siguiente se encontraron los restos, el piloto muerto todavía en la cabina. Hope dejó caer un mensaje sobre las posiciones italianas en Ambazzo: "Homenaje al piloto del Fiat. Era un hombre valiente. Fuerza Aérea Sudafricana". Pero los libros de registro de operaciones de las unidades del Commonwealth en la zona indican que no sufrieron pérdidas en esta fecha.Medaglia d'oro al valor militare afirma que Malavolti derribó un Gladiador y obligó a otro a aterrizar, pero fue derribado por un tercer Gladiador. Esta fue la última victoria aire-aire en la campaña de África Oriental. 
Hacia el final de la guerra, los Gladiadores volaron en el Vuelo Meteorológico 1566 desde Hiswa, Aden.

### Grecia
La tensión se había ido acumulando entre Grecia e Italia desde el 7 de abril de 1939, cuando las tropas italianas ocuparon Albania. El 28 de octubre de 1940, Italia emitió un ultimátum a Grecia, que fue rápidamente rechazado; Unas horas más tarde, las tropas italianas lanzaron una invasión de Grecia, iniciando la Guerra Greco-Italiana.
Gran Bretaña envió ayuda a los asediados griegos en forma de Escuadrón 80, elementos de los cuales llegaron a Trikkala el 19 de noviembre. Ese mismo día, el debut de Gladiator llegó en forma de sorpresa, interceptando una sección de cinco CR.42 italianos sobre Coritza, solo uno de los cuales regresó a la base. El 27 de noviembre, siete Gladiator atacaron a tres Falco, derribando el avión líder, pilotado por el Com. Masfaldi, al mando de la 364ª Squadriglia. El 28 de noviembre, el comandante de 365ª Squadriglia, Com. Graffer, fue derribado durante un combate donde fueron derribados siete aviones, cuatro de ellos británicos. El 3 de diciembre, los Gladiator fueron reforzados con elementos del 112º Squadron. Al día siguiente, un enfrentamiento entre 20 Gladiator y diez CR.42 resultó en la pérdida de cinco, dos de ellos italianos.  Después de un descanso de dos semanas, el 80 Sqn regresó a las operaciones el 19 de diciembre de 1940. El 21 de diciembre, 20 Gladiator interceptaron una fuerza de 15 CR.42 Falco, derribando dos con dos pérdidas.  Durante los días siguientes, varios grupos de bombarderos italianos Savoia-Marchetti SM.79 y Savoia-Marchetti SM.81 también fueron interceptados y se reclamaron victorias.
Uno de los enfrentamientos de Gladiator más notables de toda la guerra ocurrió en la frontera de Albania con Grecia el 28 de febrero de 1941. Una fuerza mixta de 28 Gladiator y Hurricane encontró aproximadamente 50 aviones italianos y afirmó haber derribado o dañado gravemente al menos 27 de ellos. Un solo Gladiador, pilotado por el as piloto Marmaduke "Pat" Pattle, reclamó cinco aviones durante esa única escaramuza.  En realidad, los británicos reclamaron en exceso, ya que parece que la Regia Aeronautica ese día perdió solo dos CR.42. 
El 112º Squadron completo se trasladó a Eleusis a fines de enero de 1941 y, a fines del mes siguiente, había recibido los Gladiator del 80º Squadron, después de que esta última unidad fuese reequipada con Hawker Hurricane. El 5 de abril, las fuerzas alemanas invadieron Grecia y rápidamente establecieron la superioridad aérea. Cuando las tropas aliadas se retiraron, los Gladiator las cubrieron antes de volar a Creta durante la última semana de abril. Allí, el 112 Sqn registró algunos reclamos sobre aviones bimotores antes de ser evacuados a Egipto durante la Batalla de Creta.

### Guerra anglo-iraquí
La Real Fuerza Aérea Iraquí (RoIAF) había sido entrenada y equipada por los británicos antes de la independencia en 1932. Un resultado de esto fue el dominio de los aviones de fabricación británica en su inventario. En 1941, el único escuadrón de caza de propósito único de la RoIAF, el 4º Escuadrón, consistía en siete Gloster Gladiator operativos en la Base Aérea de Rashid.
El 2 de mayo de 1941, en respuesta a un bloqueo establecido por un número creciente de fuerzas iraquíes alrededor de la base RAF Habbaniya y las demandas del gobierno revolucionario iraquí, se lanzó un ataque preventivo por parte de la RAF para romper el cerco. Durante esta acción, los Gladiator iraquíes participaron en ataques contra la base aérea británica, bombardeándola repetidamente de manera ineficaz. Aunque gran parte de la RoIAF fue destruida en el aire o en tierra en los días siguientes, los Gladiator iraquíes siguieron volando hasta el final de la guerra, llevando a cabo el ametrallamiento contra una compañía del 1er batallón, del Regimiento de Essex en el afueras de Bagdad el 30 de mayo.
Antes del estallido de las hostilidades en Irak, la IV Escuela de Entrenamiento de Servicio en la RAF Habbaniya operaba tres viejos Gladiator como monturas personales de oficiales. Con el aumento de la tensión, la base se reforzó con otros seis Gladiator el 19 de abril, que volaron desde Egipto. Durante la primera parte de la guerra, estos nueve Gladiator volaron numerosas incursiones contra objetivos aéreos y terrestres, despegando del campo de polo de la base. La fuerza Gladiator de la RAF en Irak se reforzó aún más cuando, el 11 de mayo, llegaron otros cinco aviones, esta vez del 94º Squadron en Ismaïlia en el Canal de Suez. Un último reabastecimiento de Gladiator llegó el 17 de mayo en forma de cuatro aviones más del 94º Squadron. 
Durante la lucha, el único derribo de un Gladiador vs Gladiador ocurrió el 5 de mayo, cuando Plt. Apagado. Watson del vuelo de combate derribó un Gladiador iraquí sobre Baqubah durante una misión de escolta de bombarderos. El único reclamo de los Gladiator iraquíes durante la guerra fue un bombardero Vickers Wellington compartido con fuego terrestre el 4 de mayo. Los Gladiator de la RAF resultaron eficaces contra la aviación iraquí, que había sido reforzada con aviones del Eje. Inmediatamente después del Golpe de Estado en Irak contra el rey Faisal II a principios de abril de 1941, el primer ministro Rashid Ali al-Gaylanise acercó a Alemania e Italia en busca de ayuda para repeler cualquier contramedida británica. En respuesta, los alemanes reunieron un grupo de trabajo de la Luftwaffe bajo los colores iraquíes llamado Fliegerführer Irak ("Comando Aéreo Irak") que desde el 14 de mayo operaba desde Mosul. Antes de que esta fuerza colapsara debido a la falta de suministros, reemplazos y combustible de calidad, además de los agresivos ataques de la RAF, dos Gladiator lucharon contra un par de Messerschmitt Bf 110  sobre el aeródromo de Rashid en Bagdad el 17 de mayo. Ambas aviones fueron derribados rápidamente. 
La Regia Aeronautica también había enviado una fuerza de doce Fiat CR.42 que llegaron a Irak el 23 de mayo. Seis días después, los Fiat CR.42 interceptaron un Hawker Audax de la RAF y se enfrentaron a los Gladiator que escoltaban en lo que iba a resultar el combate aire-aire final de la breve campaña. Los pilotos italianos reclamaron dos Gladiator del 94º Sqn.; un Fiat fue derribado por un Gladiator volado por Wg Cdr Wightman, cerca de Khan Nuqta. Tras el final de las hostilidades en Irak, el 94 Sqn. entregó sus aviones a unidades de las SAAF y RAAF.  Los iraquíes continuaron operando sus Gladiator restantes, algunos permanecieron en uso hasta 1949; Según los informes, estos se utilizaron para realizar misiones de ataque terrestre contra tribus "rebeldes" en el Kurdistán iraquí.

### Siria
Después del final de los combates en Irak, los británicos invadieron (Operación Exporter) el Mandato francés de Siria afecto al gobierno de la Francia de Vichy para evitar que el área cayera bajo control alemán directo. Los franceses en Siria habían apoyado materialmente la rebelión iraquí y habían permitido que aviones del Eje hicieran escala en sus aeródromos para reabastecerse y realizar operaciones sobre Irak. La campaña Siria-Líbano de un mes de duración entre junio y julio de 1941 vio intensos combates tanto en el aire como en tierra, hasta que las autoridades francesas de Vichy en Siria se rindieron el 12 de julio de 1941. En un encuentro entre la RAF y la Fuerza Aérea de Vichy el 15 de junio de 1941, seis Gloster Gladiator fueron atacados por un número igual de Dewoitine D.520. En una confusa lucha, ambos bandos perdieron un avión derribado y otro gravemente dañado. El as de combate francés Pierre Le Gloan derribó un Gladiator para su decimoquinto derribo confirmado. El propio Le Gloan tuvo que hacer un aterrizaje forzoso con su D.520 dañado en su propia base aérea.
A mediados de 1941, el Jefe de Estado Mayor de la RAF ofreció 21 Gloster Gladiator reunidos de varios vuelos meteorológicos y de comunicaciones en el Medio Oriente, así como cinco de una unidad de Francia Libre, a AOC Singapur con el fin de fortalecer la colonia. defensas contra la emergente amenaza japonesa. La oferta fue rechazada y los refuerzos posteriores consistieron en Hawker Hurricane.

## Variantes
- SS.37: prototipo matriculado K5200, para la espedificación F7/30: primer vuelo en septiembre de 1934

- Gladiator Mk I: 23 aviones (K6129-KK6151) completados con ametralladoras Vickers y Lewis; producidos para la Raf entre 1936-37

- Gladiator Mk I: 208 aviones (K7892-K8055, L7608-7623, L8005-L8032); producidos entre 1937 y 1938 para la Raf; la mayoría equipados con ametralladoras Browning y algunos convertidos posteriormente en Mk II; un corto número cedido a Egipto, Irak y Grecia

- Gladiator Mk I: 147 aviones construidos para exportación; Bélgica 22, China 36, Irlanda 4, Grecia 2, Letonia 26, Lituania 14, Noruega 6 y Suecia 37 (J8)

- Gladiator Mk I: dos aviones (K6129 y K8093) convertidos en cazas navales Sea Gladiator para ensayos

- Sea Gladiator (interino): 38 aviones (N2265-2302) modificados de células Mk II en la línea de montaje para la Royal Navy

- Gladiator Mk II: 252 aviones (N2303-N2314, N5575-N5594, N5620-N5649, N5680-N5729, N5750-N5789, N5810-N5859 y N5875-N5924) para la RAF; motores Mercury VIII o VIIIAS accionando hélices tripalas Fairey Reed; 30 aviones (N5835-N5849) vendidos a Portugal y 16 (N5919-N5924) a Noruega antes de ser entregados a la RAF; otros cedidos posteriormente a Finlandia (33), Grecia (unos 6), Egipto (27), Sudáfrica (11) e Irak (5)

- Gladiator Mk II (J8A): 18 aviones de exportación para Suecia

- Sea Gladiator: 60 aviones para la Royal Navy (N5500-N549, N5565-N5574) con gancho de apontaje, bote salvavidas y afustes para dos ametralladoras adicionales Browning en el ala superior

## Operadores
- Australia
- Bélgica
- República de China
- Egipto
- Francia
- Finlandia
- Alemania (números pequeños)
- Grecia
- Irak
- Irlanda
- Letonia
- Lituania
- Noruega
- Portugal
- Rumania
- Sudáfrica
- Unión Soviética
- Suecia
- Reino Unido

## Especificaciones (Mk. I)

### Características generales
- Tripulación: 1
- Longitud: 8,36
- Envergadura: 9,83
- Altura: 3,58
- Superficie alar: 30 m² (322,9 ft²)
- Peso vacío: 1462 kg (3222,2 lb)
- Peso cargado: 2088 kg (4602 lb)
- Planta motriz: 1× radial de 9 cilindros Bristol Mercury IX,.
  - Potencia: 600 kW (827 HP; 816 CV)
- Hélices: 1× bipala por motor.

### Rendimiento
- Velocidad máxima operativa (Vno): 407 km/h (253 MPH; 220 kt) a 4400 m.s.n.m.
- Velocidad crucero (Vc): 337,82
- Velocidad de entrada en pérdida (Vs): 85 km/h (53 MPH; 46 kt)
- Alcance: 2 horas
- Techo de vuelo: 10 000 m (32 808 ft)
- Régimen de ascenso: 11,7

### Armamento
- Ametralladoras: 

  - Inicialmente: 2 x ametralladoras Vickers Mk. V de 7,70 mm a los costados del fuselaje y 2 x ametralladoras Lewis de 7,70 mm bajo las alas.
  - Posteriormente: 4 x ametralladoras Browning en los costados del fuselaje y bajo las alas.

## Curiosidades y anécdotas
Malta - Fe Esperanza y Caridad
En Malta, donde la Royal Navy almacenaba un cierto número de Sea Gladiator de repuesto para reponer las bajas de sus portaaviones, el estallido de la guerra en la zona provocó el rápido montaje de cuatro de ellos que, volados por pilotos voluntarios, comenzaron a efectuar vuelos de patrulla defensiva al comenzar las hostilidades. Contrariamente a lo que afirma la leyenda en torno a la mítica defensa de la isla, los Sea Gladiator fueron la única protección aérea de Malta solo durante diez escasos días (del 11 al 21 de junio).
En ese período, los efectivos de la Regia Aeronautica llevaron solamente a cabo tres pequeñas e inconexas incursiones y no parece que los Gladiator consiguieran derribar ningún avión enemigo, aunque probablemente fueron un obstáculo para la precisión de los bombarderos italianos a los que debieron causar pocos daños.
Entretanto algunos Hurricane llegados a la isla en camino hacia el norte de África, fueron retenidos para la defensa de las instalaciones portuarias y militares.
De hecho los famosos apodos de Fe, Esperanza y Caridad que, según la leyenda, recibieron los tres solitarios, nunca llegaron a ser realidad, siendo de hecho una invención de la calurosa imaginación de un periódico local, bastantes meses después de los hechos.
Los tres Sea Gladiator supervivientes se unieron a los Hurricane retenidos para constituir el 261º Escuadrón el 1 de agosto, pero esta unidad improvisada fue disuelta cinco meses después.
Este avión aparece en los simuladores aéreos IL-2 Sturmovik,Blazing angels:Squadrons of World War II y Blazing angels 2:Secret missions of World War II.